# Ceresium declaratum
Ceresium declaratum là một loài bọ cánh cứng trong họ Cerambycidae.